# Salko Ćurić
Salko Ćurić (rođen kao Salih Ćurić; Mostar, 22. siječnja 1946. – Hadžići, 25. svibnja 1992.), bosanskohercegovački majstor borilačkih vještina, osnivač karatea u Bosni i Hercegovini. Postumno mu je dodijeljen 8. Dan u karateu.

## Životopis
Salko Ćurić je rođen u Mostaru 1946. godine. U rodnom gradu je završio osnovnu i srednju školu, a potom došao na studije u Sarajevo i stekao zvanje diplomiranog inženjera elektrotehnike. Kao jedan od najboljih učenika isticao se i u vannastavnim aktivnostima – bio je glumac amater i fotograf. Još kao student ostvario je određene inovacije, a kao već diplomirani inženjer pokazao je poseban interes za izradu sigurnosnih alarmnih sistema i brava. Kao rezultat napornog rada i stručnog znanja patentirao je sigurnosnu bravu AS koja se i danas smatra vrhunskim dometom u području sigurnosti. 
Salko Ćurić prvo vježba džudo, a potom karate. Donosi karate u Bosnu i Hercegovinu. U svibnju 1967. godine, tokom studija u Sarajevu, okuplja učenike i studente, te osniva prvi karate klub u ovoj državi, Karate klub Bosna. Preko 2000 karataš vježba ovu drevnu japansku vještinu tih godina pod rukovodstvom Ćurića u sarajevskim dvoranama, da bi za kratko vrijeme postali prvaci SFR Jugoslavije, te najtrofejnija ekipa Bosne i Hercegovine. Salko Ćurić 1968. godine nastupa na Prvom državnom prvenstvu SFR Jugoslavije u Zagrebu, te na osnovu rezultata postaje standardni reprezentativac. Iste godine na Europskom prvenstvu u Parizu osvaja broncanu medalju za borbe ekipno. SFR Jugoslaviju predstavlja na šest europskih i dva svjetska prvenstva, osvojivši drugo mjesto ekipno na Europskom prvenstvu u Londonu 1971., treća mjesta u Londonu 1969. i 1970. u Hamburgu. 
Salko Ćurić je bio prvi karataš u Bosni i Hercegovini, prvi pobjednik SFR Jugoslavije u borbama u srednjoj kategoriji, viceprvak u apsolutnoj, prvak u katama, prvi bosanskohercegovački reprezentativac, te prvi karate učitelj u Bosni i Hercegovini. Zaslužan je za stvaranje čitavog niza karate majstora. Mnogi karate majstori u Bosni i Hercegovini su direktni ili indirektni Ćurićevi učenici. Bio je dugogodišnji član karate reprezentacije SFR Jugoslavije i osvajač medalja širom svijeta.
U svojoj knjizi "Moj Put" Ilija Jorga je dio posvetio Salki Ćuriću napisavši da je upravo Ćurić bio njegov najbolji učenik. Postumno mu je dodijelio zvanje 8. Dan uz riječi: "Jedino on je mogao biti kao ja ili čak i bolji od mene!"
Salko Ćurić je poginuo 25. svibnja 1992. u redovima branitelja Bosne i Hercegovine tokom borbi za objekt Žunovnica kod Hadžića. Njegovo ime nose memorijalni turnir i klub Salko Ćurić u Sarajevu.
Dana 29. ožujka 2022., Gradsko vijeće Grada Mostara je jednoglasno odlučilo da JU Srednja elektrotehnička škola Mostar promijeni naziv u JU Srednja elektrotehnička škola "Salih-Salko Ćurić" Mostar.

## Vanjske povezice
- Slako, Dragan i Suad - majstori karatea  Arhivirana inačica izvorne stranice od 24. listopada 2018. (Wayback Machine)